# 道の駅歌舞伎の里大鹿
道の駅歌舞伎の里大鹿（みちのえき かぶきのさとおおしか）は、長野県下伊那郡大鹿村大字大河原にある国道152号の道の駅である。

## 概要
旧来の観光案内所および農産物直売所を解体後新築し、2018年（平成30年）8月9日に開駅した。観光振興のほか、地元の買い物弱者対策としての役割を担う。総事業費は約5億7,000万円。

## 施設
- 駐車場 - 開駅当初は41台の収容台数となっていた[1][5]。
  - 普通車：57台[6]
  - 大型車：2台[6]
  - 身障者用：2台[6]
- トイレ 13器
- 商業施設（9:00 - 18:00[6]、12月から3月中旬は10:00 - 18:00）
  - 農産物直売所[5]
  - お土産コーナー
- レストラン（いずれも11:00 - 14:30）[6]
  - 秋葉路（あきはみち）
  - おい菜
- 観光案内所（9:00 - 17:00）[6]
- 観光案内コーナー
- 野外休憩スペース

## 休館日
- 年末年始（12月31日 - 1月3日）[6]
- 観光案内所：毎週水曜日（12月から3月中旬の期間のみ）[6]
- 秋葉路：毎週水曜日・木曜日[6]
- おい菜：毎週月曜日・火曜日[6]

## アクセス
- 国道152号 - 登録路線
- E20 中央自動車道 松川ICより約40分。

## 周辺
- 大鹿村役場